# 2232 Altaj
2232 Altaj (1969 RD2) là một tiểu hành tinh vành đai chính được phát hiện ngày 15 tháng 9 năm 1969 bởi B. A. Burnasheva ở Đài vật lý thiên văn Crimean.